# Аль-Кас, Раббан
Раббан Аль-Кас (1 июля 1949, Ирак — 28 августа 2023) — епископ Амадии Халдейской католической церкви с 6 декабря 2001 года.

## Биография
Раббан Аль-Кас родился в 1 июля 1949 года в Ираке.
В 1973 году был рукоположён в священника.
6 декабря 2001 года Римский папа Иоанн Павел II назначил Раббана Аль-Каса епископом Амадии. 1 февраля 2002 года Раббан Аль-Кас был рукоположён в епископа.
С 2007 по 2010 год был апостольским администратором архиепархии Эрбиля.
Скончался 28 августа 2023 года на 75-м году жизни.